# Licourt
Ne doit pas être confondu avec Lécourt.
Licourt est une commune française située dans le département de la Somme, en région Hauts-de-France.

## Géographie

### Localisation
Par la route, Nesle est à 8,5 km, Chaulnes à 7 km et Amiens à 51 km.
La commune se trouve dans la zone d'emploi de Saint-Quentin et dans le bassin de vie de Rosières-en-Santerre.

#### Communes limitrophes
Les communes limitrophes sont  Cizancourt, Hypercourt, Marchélepot-Misery, Morchain, Potte, Saint-Christ-Briost et Épénancourt.

### Géologie et relief
La superficie de la commune est de 6,93 km2 ; son altitude varie de 53  à   104 mètres.
Selon son maire, Licourt constitue le second point culminant du Santerre.

### Hydrographie

#### Réseau hydrographique

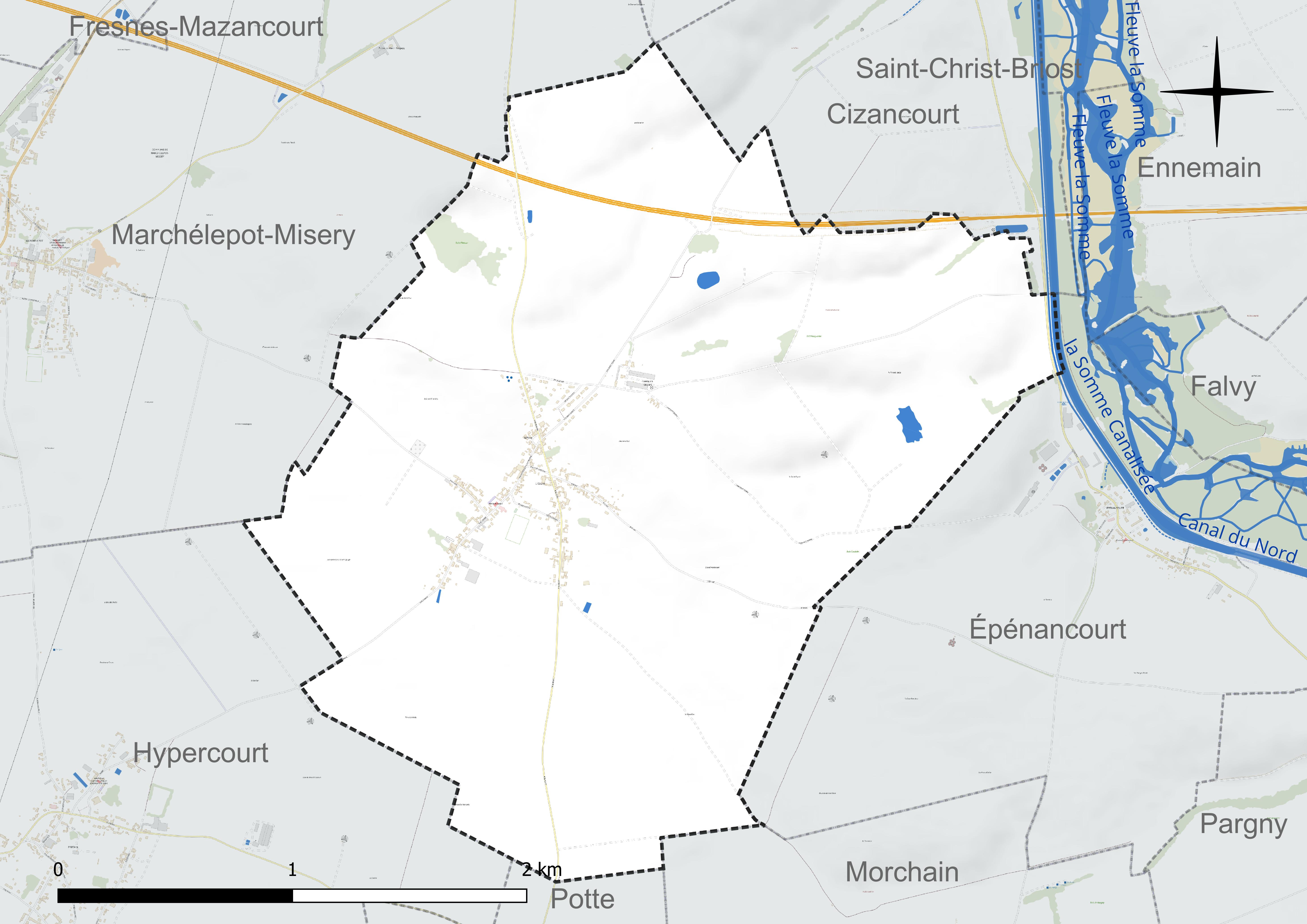
Réseau hydrographique de Licourt.

La commune est située dans le bassin Artois-Picardie.
Elle est drainée par la Somme canalisée et le contre-fossé rive gauche du canal de la Somme.
Le canal de la Somme, construit entre 1770 et 1827, mis au gabarit Freycinet en 1880, est long de 170 km. Il débute à Saint-Simon où il touche au canal de Saint-Quentin et débouche dans la baie de Somme.

#### Gestion et qualité des eaux
Le territoire communal est couvert par le schéma d'aménagement et de gestion des eaux (SAGE) « Haute Somme ». Ce document de planification concerne un territoire de 1 798 km2 de superficie, délimité par le bassin versant de la Haute Somme est constitué d'un réseau hydrographique complexe de cours d'eau, de marais, d'étangs et de canaux. Le périmètre a été arrêté le 21 avril 2006 et le SAGE proprement dit a été approuvé le 15 juin 2017. La structure porteuse de l'élaboration et de la mise en œuvre est le syndicat mixte d'aménagement hydraulique du bassin versant de la Somme (AMEVA).
La qualité des cours d'eau peut être consultée sur un site dédié géré par les agences de l'eau et l'Agence française pour la biodiversité.

### Climat
Pour des articles plus généraux, voir Climat des Hauts-de-France et Climat de la Somme.
En 2010, le climat de la commune est de type climat océanique dégradé des plaines du Centre et du Nord, selon une étude du CNRS s'appuyant sur une série de données couvrant la période 1971-2000. En 2020, Météo-France publie une typologie des climats de la France métropolitaine dans laquelle la commune est exposée à un climat océanique et est dans la région climatique Nord-est du bassin Parisien, caractérisée par un ensoleillement médiocre, une pluviométrie moyenne régulièrement répartie au cours de l'année et un hiver froid (3 °C).
Pour la période 1971-2000, la température annuelle moyenne est de 10,3 °C, avec une amplitude thermique annuelle de 14,8 °C. Le cumul annuel moyen de précipitations est de 712 mm, avec 11,7 jours de précipitations en janvier et 8,9 jours en juillet. Pour la période 1991-2020, la température moyenne annuelle observée sur la station météorologique la plus proche, située sur la commune d'Estrées-Mons à 10 km à vol d'oiseau, est de 11,0 °C et le cumul annuel moyen de précipitations est de 647,5 mm,. Pour l'avenir, les paramètres climatiques de la commune estimés pour 2050 selon différents scénarios d'émission de gaz à effet de serre sont consultables sur un site dédié publié par Météo-France en novembre 2022.

## Urbanisme

### Typologie
Au 1er janvier 2024, Licourt est catégorisée commune rurale à habitat dispersé, selon la nouvelle grille communale de densité à sept niveaux définie par l'Insee en 2022.
Elle est située hors unité urbaine et hors attraction des villes,.

### Occupation des sols

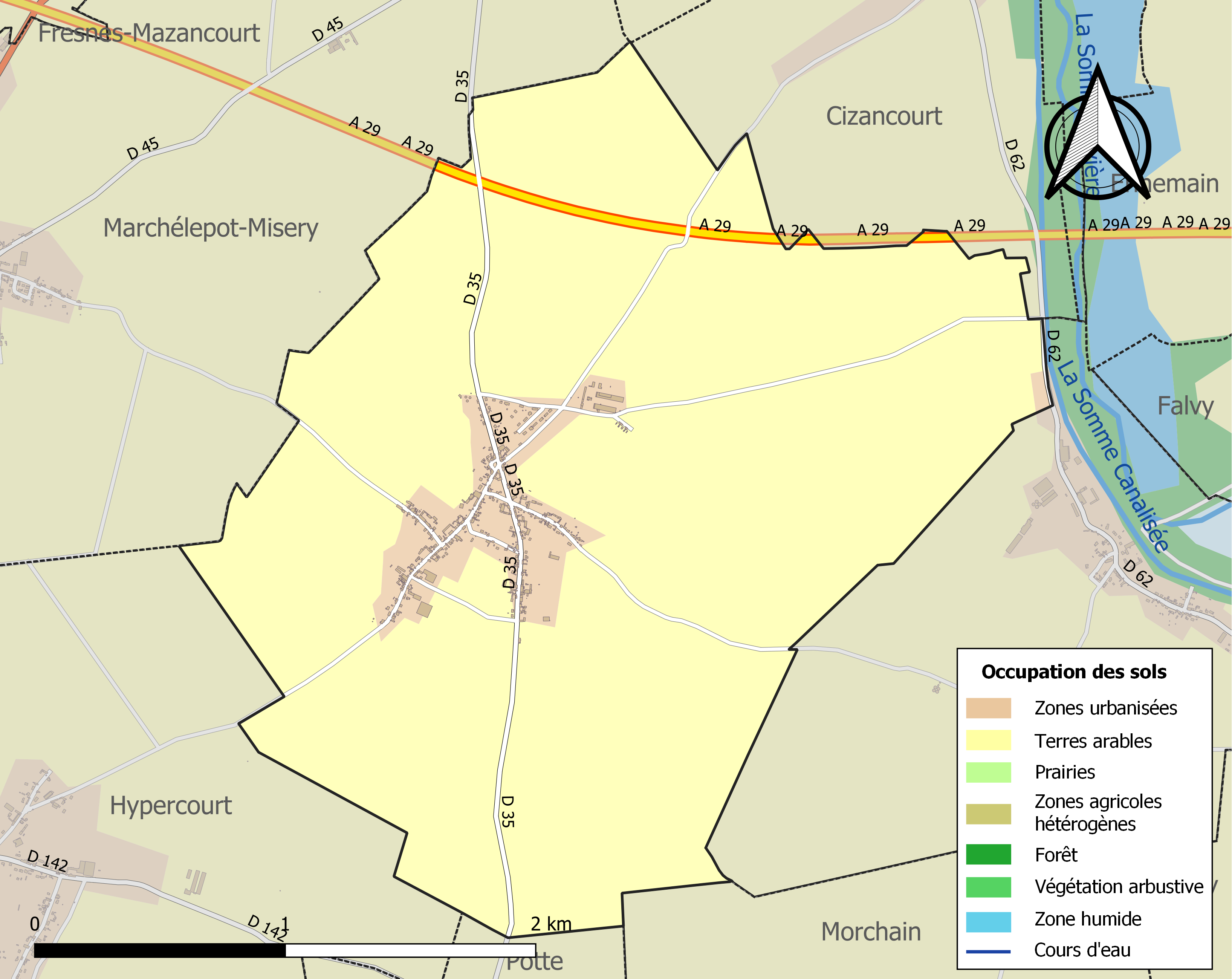
Carte des infrastructures et de l'occupation des sols de la commune en 2018 (CLC).

L'occupation des sols de la commune, telle qu'elle ressort de la base de données européenne d'occupation biophysique des sols Corine Land Cover (CLC), est marquée par l'importance des territoires agricoles (93,7 % en 2018), en diminution par rapport à 1990 (96,3 %).
La répartition détaillée en 2018 est la suivante : 
terres arables (93,7 %), zones urbanisées (6,3 %).
L'évolution de l'occupation des sols de la commune et de ses infrastructures peut être observée sur les différentes représentations cartographiques du territoire : la carte de Cassini (XVIIIe siècle), la carte d'état-major (1820-1866) et les cartes ou photos aériennes de l'IGN pour la période actuelle (1950 à aujourd'hui).

### Habitat et logement
En 2021, le nombre total de logements dans la commune était de 189, alors qu'il était de 185 en 2016 et de 179 en 2011.
Parmi ces logements, 88,5 % étaient des résidences principales, 1,7 % des résidences secondaires et 9,8 % des logements vacants. Ces logements étaient pour 99,5 % d'entre eux des maisons individuelles et pour 0,5 % des appartements.
Le tableau ci-dessous présente la typologie des logements à Licourt en 2021 en comparaison avec celle de la Somme et de la France entière. Une caractéristique marquante du parc de logements est ainsi la faible proportion des résidences secondaires et logements occasionnels (1,7 %) par rapport au département (8,4 %) et à la France entière (9,7 %).
| Typologie                                               | Licourt | Somme | France entière |
| ------------------------------------------------------- | ------- | ----- | -------------- |
| Résidences principales (en %)                           | 88,5    | 83,1  | 82,2           |
| Résidences secondaires et logements occasionnels (en %) | 1,7     | 8,4   | 9,7            |
| Logements vacants (en %)                                | 9,8     | 8,5   | 8,1            |

### Voies de communication et transports
Le village se trouve à proximité de l'échangeur entre l'autoroute A1 (E19) et l'autoroute A29 (E44) qui traverse son territoire.
Il est proche de l'ex-RN 17 (actuelle départementale 1017) et se rejoint par la RD 17.
La localité est desservie par les autocars du réseau inter-urbain Trans'80, Hauts-de-France (ligne no 50, Péronne - Matigny - Ham).

### Énergie
La commune est concernée par un projet de construction de dix éoliennes réparties entre Ablaincourt-Pressoir, Hypercourt, Licourt et Marchélepot, pour une puissance de 36 MW. La construction des éoliennes par Valorem doit commencer à l'été 2018, et fait l'objet d'une collecte de financement participatif destiné notamment à faire adhérer la population concernée au projet.
Un second parc éolien de trois aérogénérateurs est envisagé en 2023

## Toponymie
Le nom de la localité est attesté sous les formes Brescort — Luescort en 1103 ; Luscort en 1215 ; Liescourt en 1218 ; Liecourt en 1241 ; Lielcort en 1249 ; Liescort en 1249 ; Lehericurt en 1254 ; Liacourt en 1353 ; Liecourt en 1353 ; Liesbecourt en 1519 ; Licourt en 1554 ; Lycourt en 1761 ; Lycourt-les-Cressy en 1808.
En picard, la commune est dénommée « Licourt ».

## Histoire

### Antiquité
Au lieu-dit le Câtelet, on a trouvé des pièces de monnaie à l'effigie de Dioclétien, des poteries et des pierres datant de l'époque gallo-romaine.
À l'occasion de fouilles de sauvegarde précédant la réalisation du futur canal Seine-Nord Europe, une nécropole gauloise riche en mobilier archéologique (bijoux en argent massif et en os, objets en bronze et en fer) a été découverte en 2011 dans la commune, au lieu-dit la Vallée Madeleine.

### Moyen Âge
Licourt, dit-on, possédait son château féodal à l'emplacement de l'église actuelle.
La dîme et la seigneurie appartenaient au duché-pairie de Chaulnes. Un comte de ce bourg, Louis d'Ongnies en avait fait l'acquisition en 1574 de l'abbesse de Jouarre qui se réserva la nomination à la cure.

### Temps modernes
En 1650, Robert Dournel (ou d'Ournel) est seigneur de Grandcourt et de Licourt. Il est aussi maïeur de Péronne. La famille Dournel est suzeraine de Licourt, Fransart, Chuignolles, Quivières, Tincourt, Bonneval et autres lieux jusqu'à la Révolution.
Aussi surprenant que cela puisse paraitre[pourquoi ?], le roi Louis XIV, âgé de 16 ans, est venu, avec la Cour, prendre une collation au village de Licourt, le 13 août 1654, en revenant de la prise de Stenay.

### Révolution française et Empire
Didier et François Namond, gardes particuliers de la citoyenne veuve de Crosne, tuent une louve sur le territoire de la commune le 13 février 1799, en se rendant au Bois de Licourt. Les empreintes dans la neige les avaient amenés à  appeler des traqueurs et à tirer plusieurs coups de fusil après avoir découvert l'animal. Ils touchent 40 F de prime. Le surnom donné aux habitants vient-il de leur caractère ou de leur aptitude à chasser le loup ?

### Époque contemporaine
Lors de la guerre franco-allemande de 1870, trois Licourtois sont morts pour la patrie.
À la fin du XIXe siècle, Licourt comportait un hameau, Saint-Pierre, avec une râperie destinée à la fabrication du sucre de betterave. On y trouvait  aussi une carrière de sable.
Première Guerre mondiale
Le village est considéré comme détruit à la fin de la guerre.
Il a été décoré de la Croix de guerre 1914-1918 le 27 octobre 1920.
Seconde Guerre mondiale
La commune est située dans la zone des combats de la bataille de l'Aisne et de la Somme lors de la Seconde Guerre mondiale. En effet la commune, comme Fresnes-Mazancourt, Berny-en-Santerre, Misery, Marchélepot, Pertain et Villers-Carbonnel, fait partie de la ligne Weygand dont la défense est confiée au 22e Régiment de Marche de Volontaires Étrangers (22e RVME),,.
Du 4 au 7 juin 1940, les 2 500 hommes du régiment bloquent l'avance de l'armée allemande. Succombant sous le nombre des attaques d'infanterie, des panzers et des bombardements de l'aviation, de l'artillerie, 800 hommes sont faits prisonniers.
Le village est donc à nouveau détruit lors de la Seconde Guerre mondiale. Il est décoré de la Croix de Guerre 1939-1945 avec étoile de bronze le 11 novembre 1948.
XXIe siècle
Le président de la République Nicolas Sarkozy est venu à Licourt en avril 2011, afin de voir les travaux du canal Seine-Nord,.

## Politique et administration

### Rattachements administratifs et électoraux

#### Rattachements administratifs
La commune se trouve dans l'arrondissement de Péronne du département de la Somme.
Elle faisait partie depuis 1793 du canton de Nesle. Dans le cadre du redécoupage cantonal de 2014 en France, cette circonscription administrative territoriale a disparu, et le canton n'est plus qu'une circonscription électorale.

#### Rattachements électoraux
Pour les élections départementales, la commune fait partie depuis 2014 du  canton de Ham.
Pour l'élection des députés, elle fait partie depuis 2012 de la cinquième circonscription de la Somme.

### Intercommunalité
La commune  faisait partie de la communauté de communes du Pays Neslois (CCPN), créée fin 2001, et qui succédait au district de Nesle, créé par arrêté préfectoral du 22 mai 1964.
La loi portant nouvelle organisation territoriale de la République (Loi NOTRe) du 7 août 2015, prévoyant que les établissements publics de coopération intercommunale (EPCI) à fiscalité propre doivent avoir un minimum de 15 000 habitants, le schéma départemental de coopération intercommunale (SDCI) arrêté par le préfet de la Somme le 30 mars 2016 prévoit notamment la fusion des communautés de communes du Pays Hamois et celle du Pays Neslois, afin de constituer une intercommunalité de 42 communes groupant 20 822 habitants, et précise qu'il « s'agit d'un bassin de vie cohérent dans lequel existent déjà des migrations pendulaires entre Ham et Nesle. Ainsi Ham offre des équipements culturels, scolaires et sportifs (médiathèque et auditorium de musique de grande capacité, lycée professionnel, complexe nautique), tandis que Nesle est la commune d'accueil de grandes entreprises de l'agroalimentaire ainsi que de leurs sous-traitants ».
La fusion intervient le 1er janvier 2017 et la nouvelle structure dont la commune fait désormais partie prend le nom de communauté de communes de l'Est de la Somme,.

### Liste des maires
| Période                                  | Période                        | Identité           | Étiquette | Qualité |
| ---------------------------------------- | ------------------------------ | ------------------ | --------- | --- |
| Les données manquantes sont à compléter. |                                |                    |           | |
|                                          | 1986                           | Marceau Cazé       |           | Démissionnaire |
| 1986                                     | octobre 2024,                  | Christian Meresse, |           | Vice-président de la CC du Pays Neslois (? → 2016) Vice-président de la CC de l'Est de la Somme (2017 → 2020) Mort en fonction    |
| décembre 2024                            | En cours (au 22 décembre 2024) | Laurent Degenne    |           | Agriculteur Président de la FRSEA Picardie et Hauts-de-France Président de la Chambre d’agriculture des Hauts-de-France (2022 → ) |

## Équipements et services publics

### Enseignement
Les enfants de la commune sont scolarisés avec ceux de Morchain et de Potte dans le cadre d'un regroupement pédagogique intercommunal.
Licourt dispose d'une école publique qui scolarise 49 élèves pour l'année scolaire 2016-2017.

## Population  et société

### Démographie
L'évolution du nombre d'habitants est connue à travers les recensements de la population effectués dans la commune depuis 1793. Pour les communes de moins de 10 000 habitants, une enquête de recensement portant sur toute la population est réalisée tous les cinq ans, les populations de référence des années intermédiaires étant quant à elles estimées par interpolation ou extrapolation. Pour la commune, le premier recensement exhaustif entrant dans le cadre du nouveau dispositif a été réalisé en 2007.

En 2022, la commune comptait 397 habitants, en stagnation par rapport à 2016 (Somme : −1,26 %, France hors Mayotte : +2,11 %).
| 1793 | 1800 | 1806 | 1821 | 1831 | 1836 | 1841 | 1846 | 1851 |
| ---- | ---- | ---- | ---- | ---- | ---- | ---- | ---- | ---- |
| 530  | 607  | 666  | 669  | 715  | 738  | 728  | 669  | 658  |

| 1856 | 1861 | 1866 | 1872 | 1876 | 1881 | 1886 | 1891 | 1896 |
| ---- | ---- | ---- | ---- | ---- | ---- | ---- | ---- | ---- |
| 672  | 652  | 648  | 628  | 649  | 634  | 597  | 613  | 539  |

| 1901 | 1906 | 1911 | 1921 | 1926 | 1931 | 1936 | 1946 | 1954 |
| ---- | ---- | ---- | ---- | ---- | ---- | ---- | ---- | ---- |
| 510  | 478  | 471  | 285  | 396  | 406  | 397  | 361  | 396  |

| 1962 | 1968 | 1975 | 1982 | 1990 | 1999 | 2006 | 2007 | 2012 |
| ---- | ---- | ---- | ---- | ---- | ---- | ---- | ---- | ---- |
| 409  | 422  | 424  | 440  | 401  | 390  | 401  | 402  | 391  |

| 2017 | 2022 | - | - | - | - | - | - | - |
| ---- | ---- | - | - | - | - | - | - | - |
| 400  | 397  | - | - | - | - | - | - | - |

### Manifestations culturelles et festivités
Les Jeunes agriculteurs de la Somme ont organisé en 2022 à Licourt  leur traditionnel évenement qui réunit professionnels, grand public et passionnés du monde agricole.

### Vie associative
En matière de théâtre, la troupe picardisante locale « Ché Démucheux » se produit régulièrement en spectacle et présente, entre autres, des œuvres de sa création.

## Culture locale et patrimoine

### Lieux et monuments
- Église Saint-Pierre[49] : les parties les plus anciennes datent du XIIe siècle. L'édifice a été modifié à la Renaissance. Elle a été gravement dégradée pendant les deux guerres mondiales. Lors de sa reconstruction, le clocher, initialement situé dans l'alignement de la nef, a été déplacé sur le côté[29].

- Sentier de randonnée, dit de la « vallée Madeleine » : il part de la salle des fêtes de Licourt, longe la Somme puis les bois et relie par une boucle Cizancourt et Épénancourt[29].

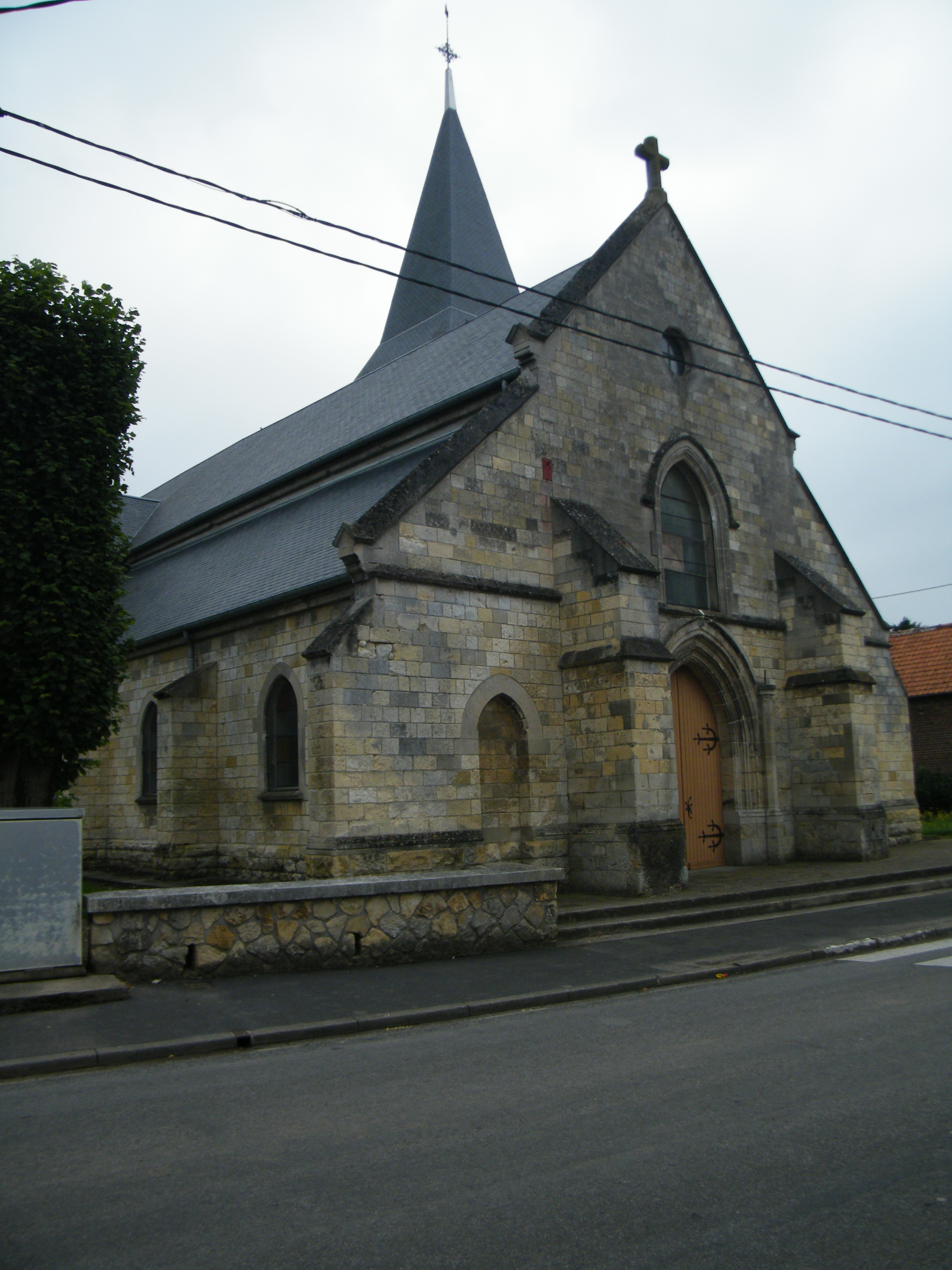
L'église Saint-Pierre.
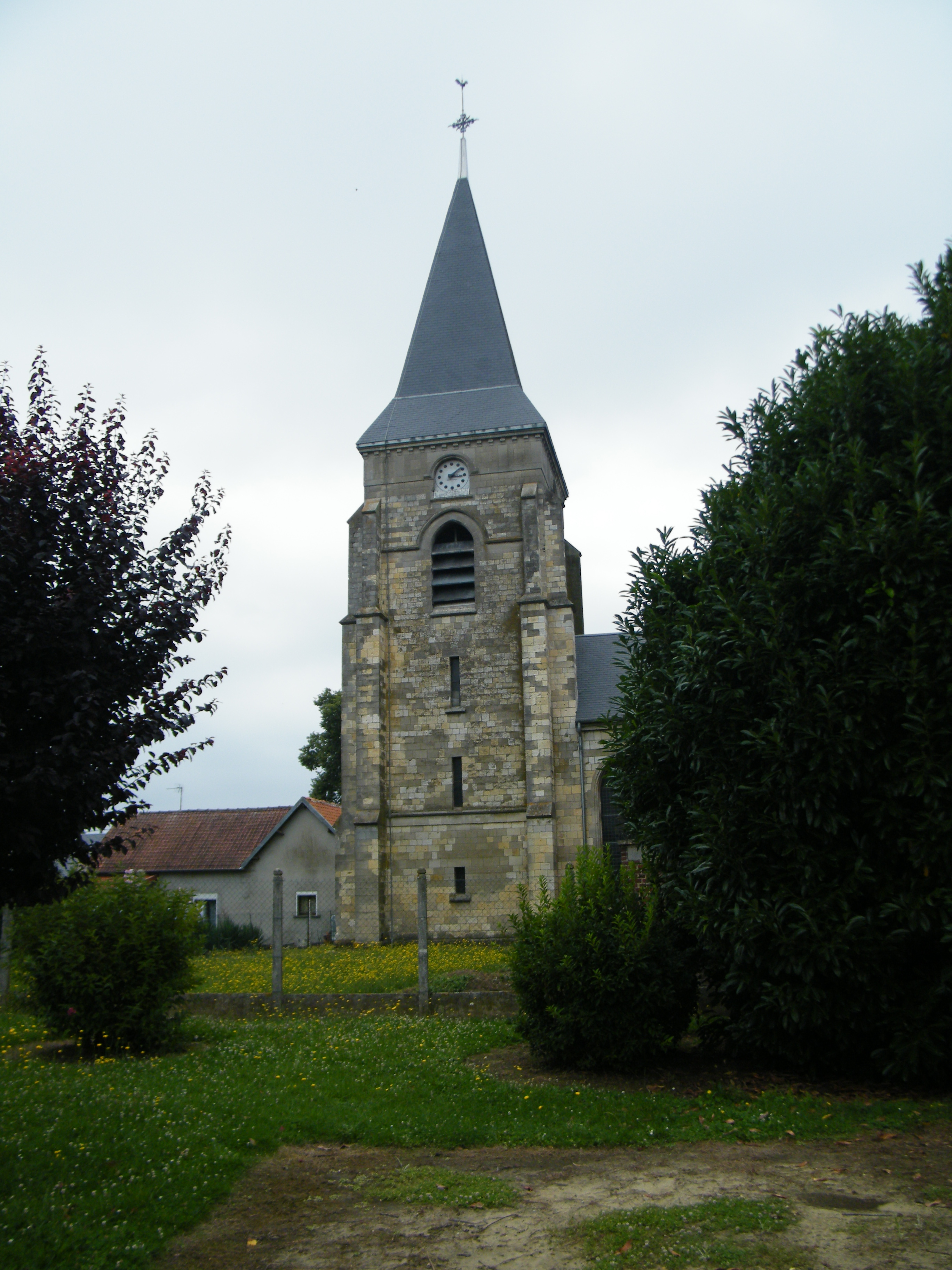
Vue du clocher de  l'église.
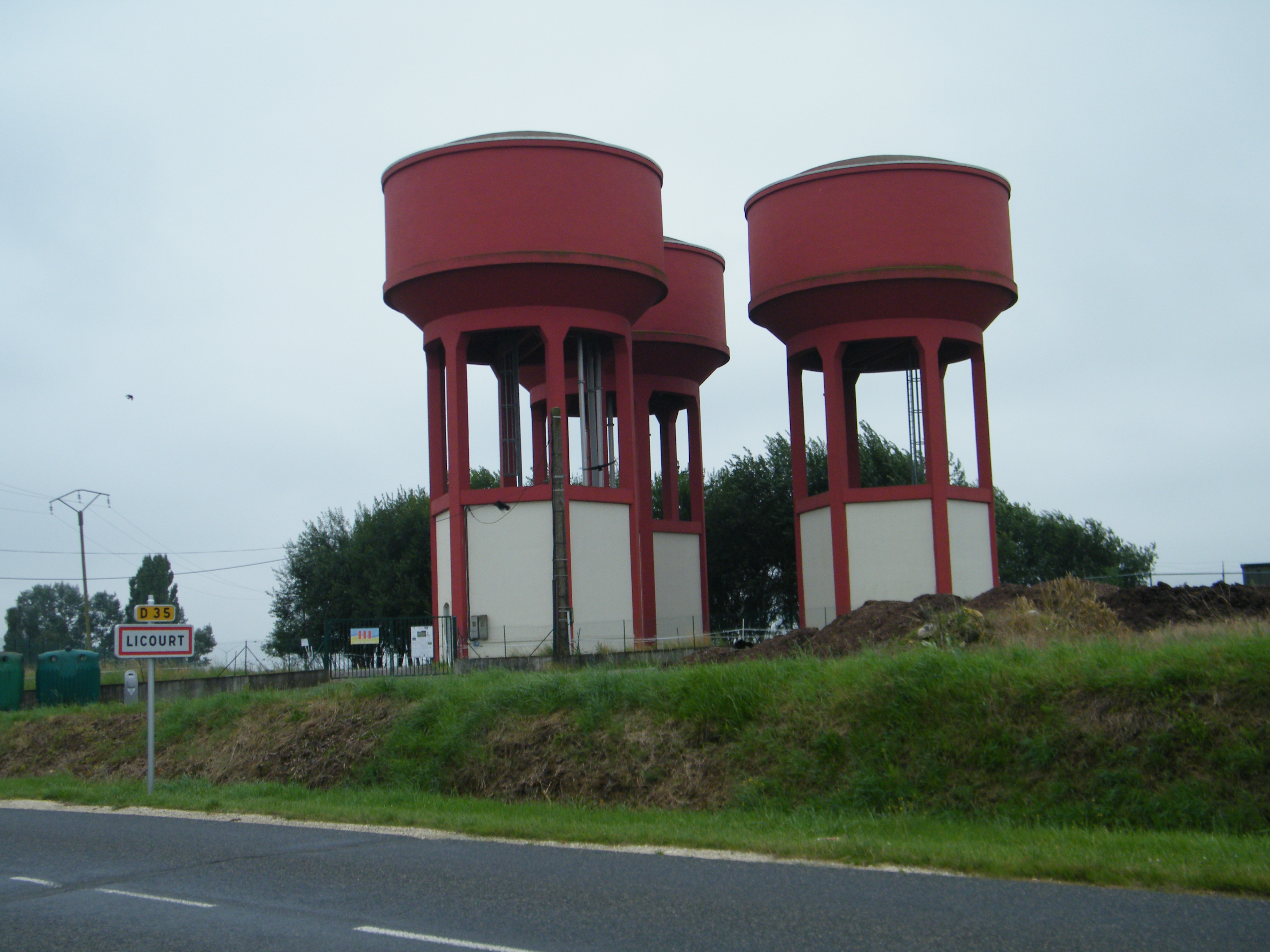
Entrée de village emblématique.
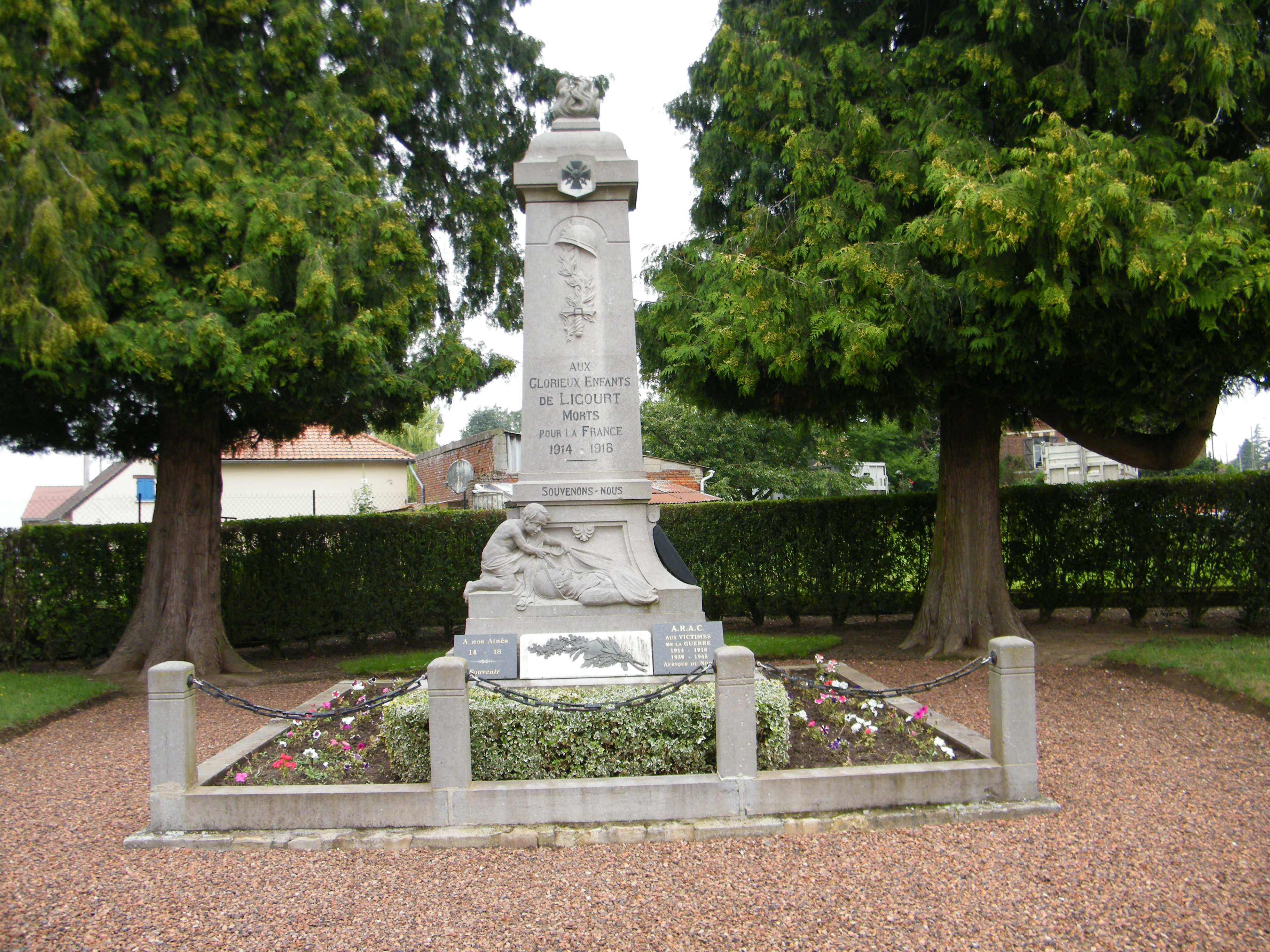
Monument aux morts.
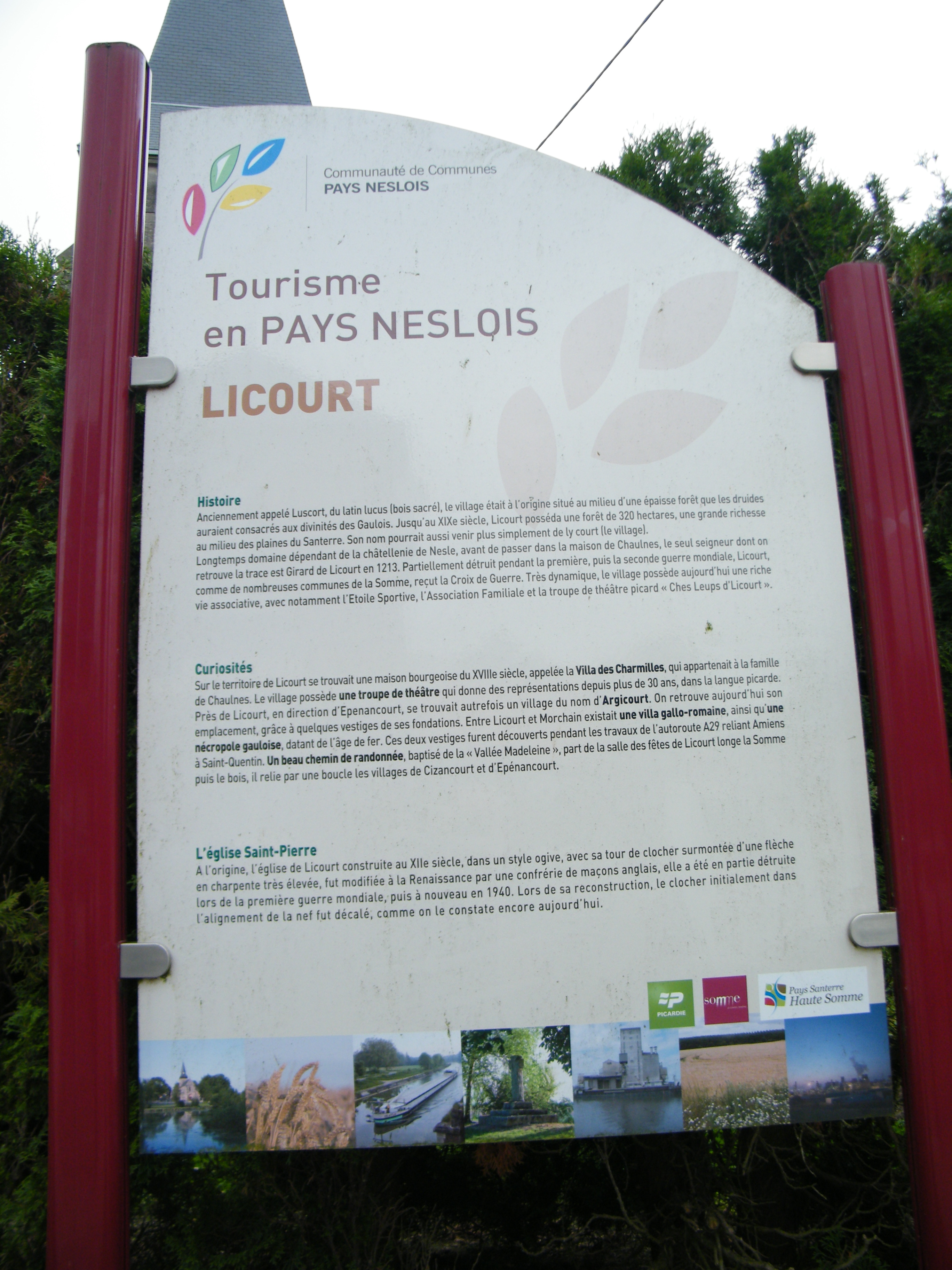
Panneau d'histoire locale.

### Langue régionale
Le village fait partie de l'aire linguistique du picard, il est appelé Licourt dans cette langue.
Le village a signé la charte en faveur du picard, les panneaux d'entrée et de sortie du village sont mentionnés dans la langue régionale,.

### Personnalités liées à la commune
Licourt est également un nom de famille. Les personnes portant ce patronyme ont très certainement un ancêtre commun originaire de la commune. La première attestation de ce nom de famille remonte au XIIIe siècle.

### Héraldique
| Blason de Licourt | Blason  | De sable à la bande d'or chargée d'un annelet de sinople et accompagnée de deux têtes de loup arrachées d'argent, languées de gueules, celle en pointe contournée. Ornements extérieursCroix de guerre 1914-1918 Croix de guerre 1939-1945 |
| Blason de Licourt | Détails | Armes de la famille Dournel, qui donna d'anciens seigneurs du village, associées à des têtes de loups évoquant leur présence dans les bois environnants jusqu'au XIXe siècle mais également le surnom des Licourtois : chés leups d'Licourt, « les loups de Licourt ». Création de Jacques Dulphy et Daniel Juric, adoptée le 7 décembre 2020. |